# Anna Ibrisagic
Anna Ibrisagic (ur. 23 maja 1967 w Sanskim Moście) – szwedzka polityk bośniackiego pochodzenia, posłanka do Parlamentu Europejskiego dwóch kadencji VI i VII kadencji.

## Życiorys
Ukończyła studia ekonomiczne. Pracowała jako tłumaczka języków: niemieckiego, rosyjskiego i angielskiego, później jako tłumacz przysięgły języka szwedzkiego i bośniackiego. Była również śpiewaczką operową i nauczycielką muzyki. Pełniła funkcję dyrektora wykonawczego Izby Handlowej w Norrbotten.
W latach 2002–2004 była posłanką do Riksdagu z ramienia Umiarkowanej Partii Koalicyjnej. W wyborach w 2004 uzyskała mandat deputowanej do Parlamentu Europejskiego. W PE VI kadencji przystąpiła do frakcji chadeckiej, pracowała też w Komisji Spraw Zagranicznych. W wyborach europejskich w 2009 skutecznie ubiegała się o reelekcję.